# Madranga segnita
Madranga segnita är en insektsart som först beskrevs av Melichar 1951.  Madranga segnita ingår i släktet Madranga och familjen dvärgstritar. Inga underarter finns listade i Catalogue of Life.